# Charles Courant
Charles Courant (14 aprile 1896 – Montreux, 26 giugno 1982) è stato un lottatore svizzero, specializzato nella lotta libera.

## Palmarès

### Olimpiadi
- Argento a Anversa 1920 nei pesi medio-massimi.
- Bronzo a Parigi 1924 nei pesi medio-massimi.